# Joseph Mpande
Joseph Mpande (Kampala, 23 marzo 1994) è un calciatore ugandese, attaccante del PVF-CAND.

## Carriera

### Club
Cresciuto calcisticamente nelle giovanili del Villa di Kampala, ha giocato in prima squadra dal luglio 2009 al giugno 2010. Nel 2011 ha firmato un contratto con il Bunamwaya, rimanendo nella rosa del club fino alla fine del 2015. Nel 2016 si è trasferito in Asia, sottoscrivendo un contratto con l'Horizon, squadra birmana militante nella massima serie locale. Al termine della stagione ha rinnovato con il club, che nel frattempo era retrocesso in seconda divisione e aveva cambiato nome in City Yangon. Con questa squadra ha vinto il campionato cadetto nel 2017. Per motivi finanziari, il club è stato sciolto subito dopo il campionato. Nel 2018 si è accasato all'Hantharwady Utd di Taungoo, dove ha segnato 17 reti in 18 partite, laureandosi capocannoniere del campionato birmano. Dopo una sola stagione, nel 2019 si è trasferito in Vietnam firmando un contratto con l'Hải Phòng, squadra della città di Haiphong militante nella massima serie nazionale, la V League 1.

### Nazionale
Con la nazionale ugandese ha giocato 14 partite tra il 2012 e il 2014.

## Statistiche

### Cronologia presenze e reti in nazionale
| Cronologia completa delle presenze e delle reti in nazionale ― Uganda | Cronologia completa delle presenze e delle reti in nazionale ― Uganda | Cronologia completa delle presenze e delle reti in nazionale ― Uganda | Cronologia completa delle presenze e delle reti in nazionale ― Uganda | Cronologia completa delle presenze e delle reti in nazionale ― Uganda | Cronologia completa delle presenze e delle reti in nazionale ― Uganda | Cronologia completa delle presenze e delle reti in nazionale ― Uganda | Cronologia completa delle presenze e delle reti in nazionale ― Uganda |
| Data                                                                  | Città                                                                 | In casa                                                               | Risultato                                                             | Ospiti                                                                | Competizione                                                          | Reti                                                                  | Note                                                                  |
| --------------------------------------------------------------------- | --------------------------------------------------------------------- | --------------------------------------------------------------------- | --------------------------------------------------------------------- | --------------------------------------------------------------------- | --------------------------------------------------------------------- | --------------------------------------------------------------------- | --------------------------------------------------------------------- |
| 30-11-2012                                                            | Kampala                                                               | Sudan del Sud                                                         | 0 – 4                                                                 | Uganda                                                                | Amichevole                                                            | -                                                                     | 79’                                                                   |
| 6-2-2013                                                              | Kigali                                                                | Ruanda                                                                | 2 – 2                                                                 | Uganda                                                                | Amichevole                                                            | -                                                                     | 71’                                                                   |
| 1-6-2013                                                              | Tripoli                                                               | Libia                                                                 | 3 – 0                                                                 | Uganda                                                                | Amichevole                                                            | -                                                                     | 68’                                                                   |
| 13-7-2013                                                             | Dar es Salaam                                                         | Tanzania                                                              | 0 – 1                                                                 | Uganda                                                                | Qual. Campionato delle Nazioni Africane 2014                          | -                                                                     |                                                                       |
| 27-7-2013                                                             | Kampala                                                               | Uganda                                                                | 3 – 1                                                                 | Tanzania                                                              | Qual. Campionato delle Nazioni Africane 2014                          | -                                                                     | 71’                                                                   |
| 14-8-2013                                                             | El Gouna                                                              | Egitto                                                                | 3 – 0                                                                 | Uganda                                                                | Amichevole                                                            | -                                                                     | 64’                                                                   |
| 30-9-2013                                                             | Il Cairo                                                              | Egitto                                                                | 2 – 0                                                                 | Uganda                                                                | Amichevole                                                            | -                                                                     |                                                                       |
| 16-11-2013                                                            | Kampala                                                               | Uganda                                                                | 0 – 0                                                                 | Ruanda                                                                | Amichevole                                                            | -                                                                     | 65’                                                                   |
| 19-11-2013                                                            | Nairobi                                                               | Uganda                                                                | 1 – 0                                                                 | Ruanda                                                                | Coppa CECAFA 2013 - 1º turno                                          | -                                                                     | 70’                                                                   |
| 2-12-2013                                                             | Nairobi                                                               | Uganda                                                                | 3 – 0                                                                 | Eritrea                                                               | Coppa CECAFA 2013 - 1º turno                                          | -                                                                     | 88’                                                                   |
| 5-12-2013                                                             | Nairobi                                                               | Uganda                                                                | 1 – 0                                                                 | Sudan                                                                 | Coppa CECAFA 2013 - 1º turno                                          | -                                                                     |                                                                       |
| 7-12-2013                                                             | Mombasa                                                               | Uganda                                                                | 2 – 2 dts (2 - 3 dtr)                                                 | Tanzania                                                              | Coppa CECAFA 2013 - Quarti di finale                                  | -                                                                     | 46’                                                                   |
| 2-1-2014                                                              | Kampala                                                               | Uganda                                                                | 3 – 0                                                                 | Mauritania                                                            | Amichevole                                                            | -                                                                     | 46’                                                                   |
| 16-1-2014                                                             | Città del Capo                                                        | Zimbabwe                                                              | 0 – 0                                                                 | Uganda                                                                | Campionato delle Nazioni Africane 2014 - 1º turno                     | -                                                                     | 46’                                                                   |
| Totale                                                                |                                                                       | Presenze                                                              | 14                                                                    |                                                                       | Reti                                                                  | 0                                                                     |                                                                       |

## Palmarès

### Club

#### Competizioni nazionali
- Coppa d'Uganda: 1

Villa: 2009
- Supercoppa del Vietnam: 1

Nam Định: 2024